# Cupa României 1980/81
Der Cupa României in der Saison 1980/81 war das 43. Turnier um den rumänischen Fußballpokal. Sieger wurde zum dritten Mal Universitatea Craiova, das sich im Finale am 24. Juni 1981 gegen Titelverteidiger Politehnica Timișoara durchsetzen konnte. Da Uni Craiova auch die Meisterschaft für sich entscheiden konnte, qualifizierte sich „Poli“ für den Europapokal der Pokalsieger.

## Modus
Die Klubs der Divizia A stiegen erst in der Runde der letzten 32 Mannschaften ein. Ab dem Achtelfinale wurden alle Spiele – abgesehen vom Finale, das traditionell in Bukarest stattfand – auf neutralem Platz ausgetragen. Es wurde jeweils nur eine Partie ausgetragen. Stand diese nach 90 Minuten unentschieden, folgte eine Verlängerung von 30 Minuten. Falls danach noch immer keine Entscheidung gefallen war, kam im Sechzehntelfinale die auswärts spielende Mannschaft eine Runde weiter, ab dem Achtelfinale wurde die Entscheidung im Elfmeterschießen herbeigeführt.

## Sechzehntelfinale
| Datum             |                        | Ergebnis  |                           |
| ----------------- | ---------------------- | --------- | ------------------------- |
| 26. November 1980 | Gloria Bistrița        | 4:1       | AS Armata Târgu Mureș     |
|                   | Automecanica Bukarest  | 1:2       | FC Argeș Pitești          |
|                   | Caraimanul Bușteni     | 0:1       | Universitatea Craiova     |
|                   | FC Constanța           | 1:0       | Politehnica Iași          |
|                   | CFR Craiova            | 3:1       | FCM Galați                |
|                   | FC Viitorul Gheorgheni | 0:1       | Sportul Studențesc        |
|                   | Laminorul Nădrag       | 2:9       | Steaua Bukarest           |
|                   | Energia Onești         | 0:1 n. V. | Chimia Râmnicu Vâlcea     |
|                   | Unirea Oradea          | 4:2 n. V. | Progresul Vulcan Bukarest |
|                   | Jiul Petroșani         | 0:1       | Universitatea Cluj        |
|                   | Olimpia Râmnicu Sărat  | 1:2       | FC Olt Scornicești        |
|                   | Laminorul Roman        | 1:3       | Politehnica Timișoara     |
|                   | Dinamo Bukarest        | 0:1 n. V. | Corvinul Hunedoara        |
|                   | Energia Slatina        | 0:2       | SC Bacău                  |
|                   | Minerul Șuncuiuș       | 0:5       | FCM Brașov                |
|                   | Sticla Arieșul Turda   | 2:1       | FC Baia Mare              |

## Achtelfinale
| Datum            |                       | Ergebnis              |                    | Ort                   |
| ---------------- | --------------------- | --------------------- | ------------------ | --------------------- |
| 3. Dezember 1980 | FC Constanța          | 3:2                   | Unirea Oradea      | Brașov                |
|                  | Steaua Bukarest       | 4:1 n. V.             | Universitatea Cluj | Bukarest              |
|                  | Chimia Râmnicu Vâlcea | 1:0                   | FCM Brașov         | Câmpulung Muscel      |
|                  | Politehnica Timișoara | 2:1                   | Corvinul Hunedoara | Drobeta Turnu Severin |
|                  | SC Bacău              | 3:2                   | CFR Craiova        | Ploiești              |
|                  | FC Argeș Pitești      | 3:1                   | FC Olt Scornicești | Râmnicu Vâlcea        |
|                  | Sticla Arieșul Turda  | 2:2 n. V. (4:1 i. E.) | Sportul Studențesc | Sfântu Gheorghe       |
|                  | Universitatea Craiova | 2:1                   | Gloria Bistrița    | Sibiu                 |

## Viertelfinale
| Datum        |                       | Ergebnis              |                       | Ort            |
| ------------ | --------------------- | --------------------- | --------------------- | -------------- |
| 4. März 1981 | Sticla Arieșul Turda  | 0:0 n. V. (6:5 i. E.) | Steaua Bukarest       | Brașov         |
|              | Politehnica Timișoara | 3:2 n. V.             | FC Constanța          | Pitești        |
|              | Universitatea Craiova | 2:1 n. V.             | FC Argeș Pitești      | Râmnicu Vâlcea |
|              | SC Bacău              | 5:1 n. V.             | Chimia Râmnicu Vâlcea | Târgoviște     |

## Halbfinale
| Datum        |                       | Ergebnis |                      | Ort      |
| ------------ | --------------------- | -------- | -------------------- | -------- |
| 20. Mai 1981 | Universitatea Craiova | 4:0      | SC Bacău             | Bukarest |
|              | Politehnica Timișoara | 2:1      | Sticla Arieșul Turda | Oradea   |

## Finale
| Paarung               | Universitatea Craiova – Politehnica Timișoara |
| Ergebnis              | 6:0 (2:0) |
| Datum                 | 24. Juni 1981 |
| Stadion               | Stadionul Republicii, Bukarest |
| Zuschauer             | 25.000 |
| Schiedsrichter        | Carol Jurja (Bukarest) |
| Tore                  | 1:0 Ilie Balaci (20.) 2:0 Ilie Balaci (41.) 3:0 Costică Donose (55.) 4:0 Zoltan Crișan (72.) 5:0 Sorin Cârțu (74.) 6:0 Nicolae Negrilă (82.) |
| Universitatea Craiova | Gabriel Boldici, Nicolae Negrilă, Nicolae Tilihoi, Costică Ștefănescu, Nicolae Ungureanu, Aurel Țicleanu (62. Aurel Beldeanu), Costică Donose, Ilie Balaci (62. Mircea Irimescu), Zoltan Crișan, Rodion Cămătaru, Sorin Cârțu Cheftrainer: Ion Oblemenco, Constantin Oțet |
| Politehnica Timișoara | Radu Suciu, Dumitru Nadu, Dan Păltinișanu, Aurel Șunda, Viorel Vișan, Ion Dumitru, Emerich Dembrovszki (56. Titi Nicolae), Adrian Manea, Petre Vlătanescu, Leonida Nedelcu, Ion Palea (56. Gheorghe Cotec) Cheftrainer: Ion V. Ionescu                                    |